# Бірюков Андрій Васильович
Андрій Васильович Бірюков (нар. 6 серпня 1978, Одеса, Українська РСР — пом. 2 травня 2014, Одеса, Україна) — український патріот, активіст Євромайдану. Загинув від кульового поранення при зіткненні з проросійськими бойовиками під час протистояння в Одесі 2 травня 2014 року.
Мешкав в Одесі на Малій Арнаутській, навчався в школі № 118 біля ринку «Привоз». Був активним учасником одеського Євромайдану.
Під час протистояння в Одесі 2 травня 2014 року о 16.20 отримав кульове поранення в легені. Помер від втрати крові. По собі лишив сина.

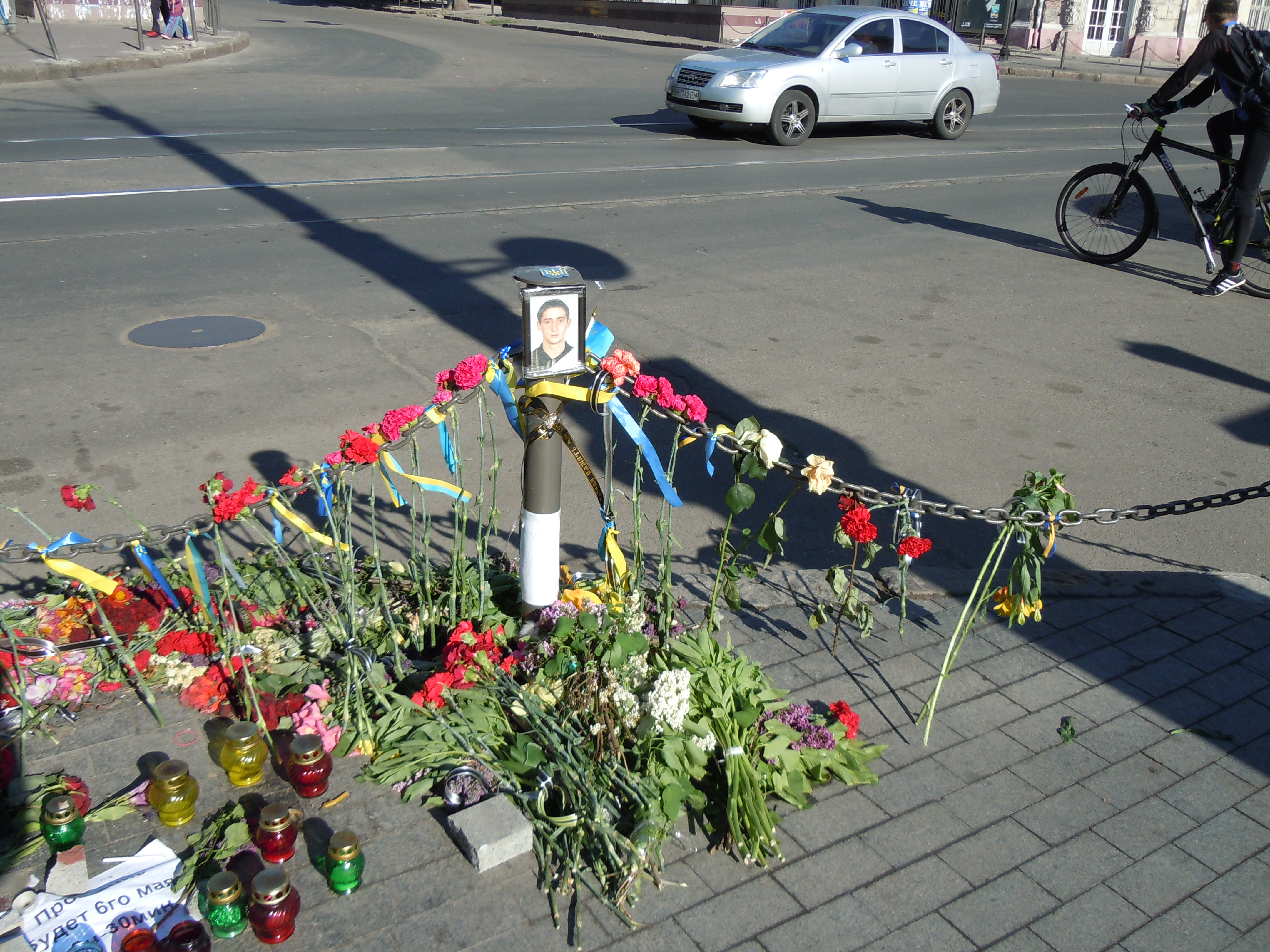
Меморіал на місці смертельного поранення Андрія Бірюкова. Одеса, ріг Преображенської та Дерибасівської, 2015 рік